# 奎因鮑格 (康乃狄克州)
奎因鮑格（英語：Quinebaug）是位於美國康乃狄克州溫德姆縣的一個村落。該地的面積和人口皆未知。

## 地理
奎因鮑格的座標為42°01′25″N 71°56′59″W / 42.02361°N 71.94972°W，而該地的平均海拔高度為110米（即360英尺）。